# حمطوطيات
الحُمطوطيات أو فوق فصيلة بسيلويدي (الاسم العلمي: Psylloidea)، هي فصيلة عليا من الحشرات ورتبة نصفيات الأجنحة.